# Jean Madeira
Jean Madeira, nascida Jean Browning (Centralia, Illinois, 14 de novembro de 1918 - Providence, RI, 10 de julho de 1972), foi uma meio-soprano e contralto estadounidense.
Sua voz a identificava com personagens como Carmen (Bizet), Amneris (Aida) Orfeo, Dalila, Ulrica e a deusa Erda de Der Ring des Nibelungen, de Wagner.
Seu melhor papel foi de rainha Clitemnestra na Elektra de Richard Strauss, que levou ao palco em duas oportunidades, com Karl Böhm e Dmitri Mitropoulos.
Seu pai tinha ascendência Cherokee parcial. Sua mãe ensinou-lhe a tocar piano, e inicialmente foi concertista. Em 1941 entrou na Juilliard School, em aulas de piano e canto. Estreia como Nancy na ópera Martha em 1943. Casou-se com seu colega de turma Francis Madeira, depois director da Filarmônica de Rhode Island.
Em 1947 o compositor Gian Carlo Menotti elegeu-a para fazer uma volta europeia de sua ópera The Medium. No ano seguinte, estreia no Metropolitan Opera como a Primeira Norna em O Crepúsculo dos Deuses.
Em 1954 estreia em Covent Garden, Estocolmo, Munique, Salzburgo e na Ópera Estatal de Viena, como Carmen. O papel repetiu-se em 1956 no Metropolitan e Chicago.
Em 1958 estreia no Teatro Colón de Buenos Aires como Carmen, dirigida por Thomas Beecham. Regressaria em 1966, como Clitemnestra.
Cantou Erda em Bayreuth, Londres e outras praças europeias, e em 1968 foi Circe na estreia mundial de Ulisse de Luigi Dallapiccola em Berlim.
Aposentou-se em 1971.

## Discografía de referência
- Bizet: Carmen como Carmen (Filacuridi; Dervaux, 1957) Pathé
- Britten: Peter Grimes (Jon Vickers; 1967) Immortal Performances
- Falla: Three Cornered Hat (Vienna Symphony) Tuxedo Music
- Mozart: Le nozze di Figaro como Marcellina (Siepi, Conner, Valdengo, de los Angeles; Met, Fritz Reiner, 1952) Myto
- Pochielli: La Gioconda como La Cieca (Milanov, Warren, Barbieri, Siepi; Met, Cleva, 1953) Gala
- Puccini: Madama Butterfly como Suzuki (Steber, Tucker, Valdengo; Met, Rudolf, 1949) Sony
- Puccini: Manon Lescaut (Kirsten, J.Björling, Valdengo; Met, Antonicelli, 1949) Myto
- Saint-Saëns: Samson et Delilah como Delilah (Del Monaco; Teatro di San Carlo, Molinari-Pradelli, 1959) Hardy Classic
- Strauss: Elektra como Clytemnestra (Borkh, Schech, Uhl, Fischer-Dieskau; Böhm, 1960) DG
- Strauss: Elektra, como Clytemnestra (Nilsson, Rysanek, Nagy, Stewart; Met, Bohm, 1971) Met On Demand
- Verdi: Aida como Amneris (Rysanek, London, Frick, Hopf; Vienna State Opera, Kubelik, 1955) Orfeo
- Verdi: Requiem (Vienna Symphony, Erich Kleiber 1955) Melodram
- Verdi: Un ballo in maschera como Ulrica (Bergonzi, Rysanek, Merrill; Santi, 1962) Living Stage
- Wagner: Das Rheingold como Erda (Flagstad, Londres; Solti, 1958) Decca
- Wagner: Die Walkure como Fricka (Nilsson, Rysanek, Ludwig, Hotter, Frick, Suthaus; La Scala, Karajan, 1958) Myto; IDIS
- Wagner: Der Ring des Nibelungen como Erda, Rossweisse & First Norn (Bayreuth, Knappertsbusch, 1956) Orfeo
- Wagner Parsifal (Svanholm, Varnay, London, Hotter; Met, Stiedry, 1954) Adonis